# جيمس ليندسي، إيرل كراوفورد ال26
جيمس ليندسي، إيرل كراوفورد ال26 (بالإنجليزية: James Lindsay, 26th Earl of Crawford) (و. 1847 – 1913 م) هو عالم فلك، وسياسي من إسكتلندا . ولد في سان جيرمان اون ليه. وكان عضواً في حزب المحافظين. وكان عضواً في الجمعية الملكية. وعالم طيور ومحب للمكتبات وجامع للطوابع. كان كروفورد عضوًا في الجمعية الملكية، وانتُخب رئيسًا للجمعية الفلكية الملكية عام 1878. كان ماسونيًا بارزًا، حيث انضم إلى محفل جامعة إسحاق نيوتن في جامعة كامبريدج عام 1866.

## نشأته
وُلِد إيرل في سان جيرمان أون لاي، فرنسا، في 28 يوليو 1847، وهو الابن الوحيد لألكسندر ليندسي، إيرل كروفورد الخامس والعشرين، وزوجته مارغريت. كان يعاني من الربو، وكان يقضي فترات طويلة في البحر يدرس الأقسام الأكثر قابلية للحمل في مكتبة العائلة التي أنشأها والده.

## اهتمامه بعلم الفلك
كان كروفورد مهتمًا بعلم الفلك منذ صغره. بنى مع والده مرصدًا خاصًا في دون إخت، أبردينشاير. ووظف ديفيد جيل لتجهيز المرصد، مستخدمًا أفضل التقنيات المتاحة. ومن بين إنجازاته، التقاط جيل لاحقًا أول صورة للمذنب العظيم عام 1882، مهدًا بذلك الطريق لعلم التصوير الفلكي ورسم خرائط السماء. قام كروفورد برحلات استكشافية إلى قادس عام 1870 لمراقبة كسوف الشمس، وإلى الهند عام 1871 لمراقبة كسوف الشمس، ثم إلى موريشيوس عام 1874 لمراقبة عبور كوكب الزهرة. وفي البعثتين الأخيرتين، وظف كروفورد المصور اللندني هنري ديفيس، الذي عُيّن أمينًا شخصيًا لمكتبة كروفورد عام 1876. بعد سماعه تهديدًا بإغلاق المرصد الملكي في إدنبرة، في عام 1888، تبرع كروفورد بأدوات فلكية وكتبه في الرياضيات والعلوم الفيزيائية من مكتبة ليندسيانا من أجل تأسيس مرصد جديد. وبفضل هذا التبرع، افتُتح المرصد الملكي الجديد في إدنبرة على تلة بلاكفورد عام 1896.
بالإضافة إلى الكثير من المعدات الفلكية، ضم مرصد كروفورد مجموعة واسعة من الكتب النادرة، وهي جزء من مكتبة ليندسيانا في قاعة هايج، والتي جمعها هو ووالده حتى أصبحت واحدة من أكثر المجموعات الخاصة إثارة للإعجاب في بريطانيا في ذلك الوقت.

## وفاته
توفي في لندن، عن عمر يناهز 66 عاماً.

## مناصب
تولى منصب عضو البرلمان في المملكة المتحدة .

## جوائز
حصل على جوائز منها:
- زميل في الجمعية الملكية.